# Thomas Oehme
Thomas Oehme (* 1. Juni 1970 in der Deutschen Demokratischen Republik) ist ein ehemaliger deutscher Handballspieler und -trainer.

## Karriere
Er spielte zunächst in der Jugend für BSG Lokomotive Dresden und den SC Leipzig. In der Saison 1989/90 spielte er für die HG 85 Köthen in der DDR-Oberliga. Danach lief er für je eine Saison in der Bundesliga für den TSV Milbertshofen (1990/91) und den HSV Suhl (1991/92) auf. Mit Milbertshofen gewann Oehme den Europapokal der Pokalsieger, verpasste das Ende der Saison jedoch aufgrund eines Kreuzbandrisses. 1992 wechselte er zum Zweitligisten TSV GWD Minden, mit dem er 1995 in die Bundesliga aufstieg. Nach dem Bosman-Urteil und den damit verbundenen namhaften internationalen Spieler-Verpflichtungen Mindens, sah Oehme keine Perspektive mehr. Im Einvernehmen mit dem Verein löste er seinen bis Sommer 1999 datierten Vertrag im Oktober 1997 auf und wechselte zu Zweitligist TSG Bielefeld. Mit 30 Jahren beendete er im Dezember 2000 seine Karriere beim Oberligisten HCE Bad Oeynhausen, für den er anderthalb Jahre spielte.
Oehme absolvierte 40 U-19- und drei U21-Länderspiele für die DDR.
Als Trainer arbeitete er nur kurze Zeit im unterklassigen Bereich und als Co-Trainer der B-Jugend von GWD Minden.

## Erfolge
- Europapokalsieger der Pokalsieger 1991
- Bundesliga-Aufstieg 1995

## Privates
Oehme schloss drei Berufsausbildungen ab. Seine erste als Kfz-Mechaniker in Leipzig. Heute arbeitet er als Automobilverkäufer in Minden.
Mit seiner Ehefrau Claudia hat er eine Tochter und einen Sohn. Alle Familienmitglieder waren oder sind aktive Handballspieler. Sohn Matthes (* 1999) spielte für GWD Minden in der A-Jugend-Bundesliga, Tochter Leonie (* 1997) in der Bundesliga für Borussia Dortmund. Nach einer dreijährigen Verletzungspause spielt sie nun in der Oberliga für Handball Bad Salzuflen.